# Eddie Rips Up the World Tour

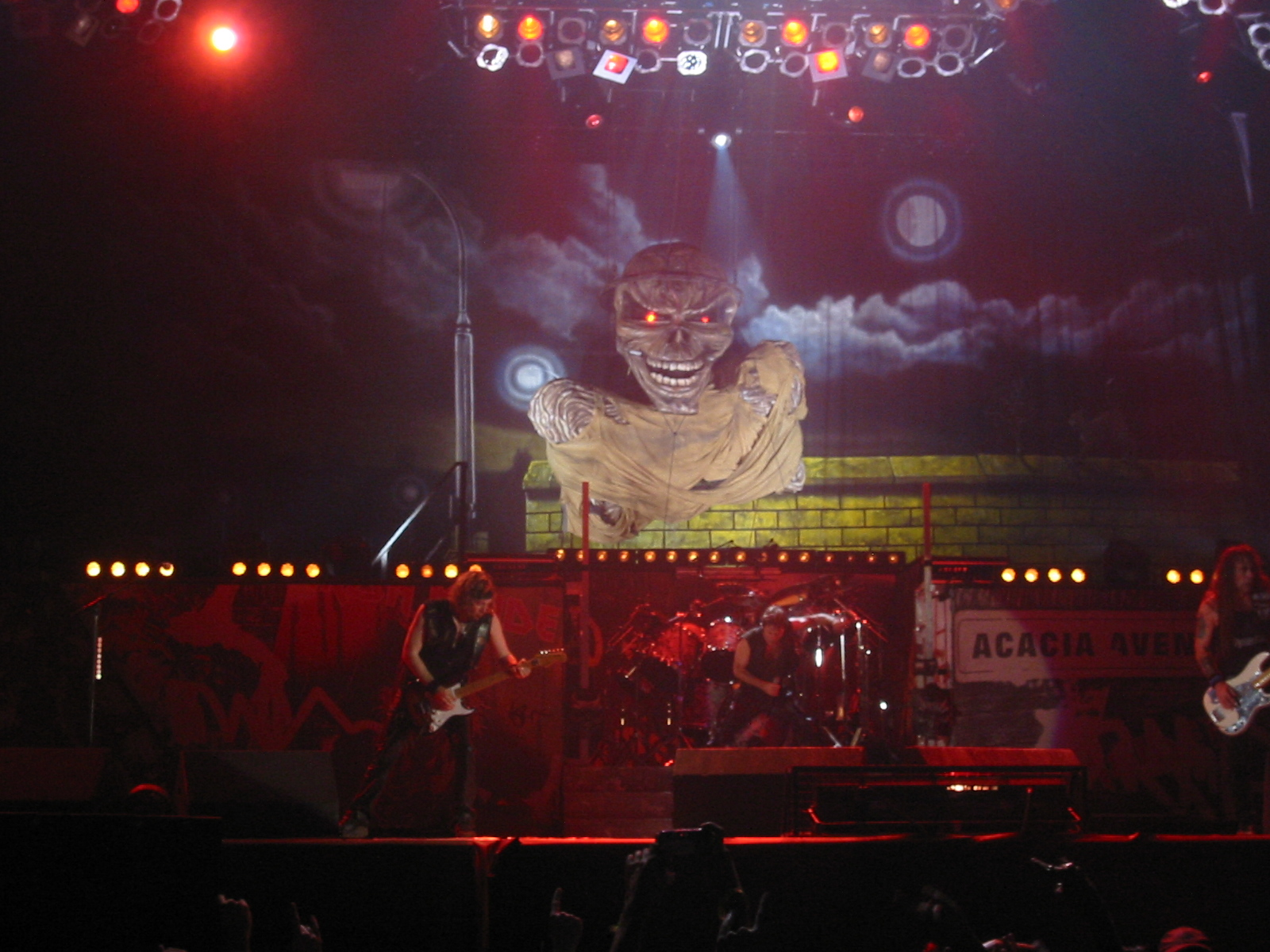

Eddie Rips Up the World Tour, också känd som The Early Days Tour, var det engelska heavy metal-bandet Iron Maidens turné under 2005.
Det var en retrospektiv turné som fokuserade på låtar enbart från bandets första fyra album Iron Maiden (1980), Killers (1981), The Number of the Beast (1982) och Piece of Mind (1983). Turnén följde upp bandets dvd-släpp The History of Iron Maiden – Part 1: The Early Days som gavs ut 2004.
Turnén började den 28 maj 2005 i Prag och slutade den 2 september 2005 i London. Totalt uppgick turnén till 42 konserter.

## Sverige
Den 9 juli spelade Iron Maiden för första gången på Ullevi i Göteborg. Publiken uppgick till 56 022.
Förband var In Flames och Mastodon.
Hela konserten livesändes i Sveriges Radio och Sveriges Television.

## Låtlista
Intro: Ides of March (Killers 1981)
1. Murders in the Rue Morgue (Killers, 1981)
2. Another Life (Killers, 1981)
3. Prowler (Iron Maiden, 1980)
4. The Trooper (Piece of Mind, 1983)
5. Remember Tomorrow (Iron Maiden, 1980)
6. Where Eagles Dare (Piece of Mind, 1983)
7. Run To The Hills (The Number of the Beast, 1982)
8. Revelations (Piece of Mind, 1983)
9. Wrathchild (Killers, 1981)
10. Die With Your Boots On (Piece of Mind, 1983)
11. Phantom Of The Opera (Iron Maiden, 1980)
12. The Number Of The Beast (The Number of the Beast, 1982)
13. Hallowed Be Thy Name (The Number of the Beast, 1982)
14. Iron Maiden (Iron Maiden, 1980)
15. Running Free (Iron Maiden, 1980)
16. Drifter (Killers, 1981)
17. Sanctuary (Sanctuary / Iron Maiden, 1980)

### Variationer
- Charlotte the Harlot (Iron Maiden, 1980) ersattes av Wrathchild efter de första två konserterna.
- På flera av konserterna i USA, som ingick i den ambulerande festivalen Ozzfest, hade Iron Maiden bara tid att spela 10 låtar. När Ozzy Osbourne var sjuk blev de huvudakt och spelade sin fulla konsert.[4]